# ماتورین چرپیتل
ماتورین چرپیتل (انگلیسی: Mathurin Cherpitel; ۱ ژانویهٔ ۱۷۳۶ – ۱۳ نوامبر ۱۸۰۹) معمار اهل فرانسه بود.
وی همچنین برندهٔ جوایزی همچون جایزه بزرگ رم شده‌است.